# Charles D. Millard

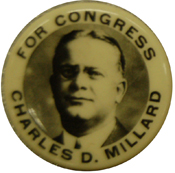
Charles D. Millard

Charles Dunsmore Millard (* 1. Dezember 1873 in Tarrytown, New York; † 11. Dezember 1944 in New York City) war ein US-amerikanischer Jurist und Politiker. Zwischen 1931 und 1937 vertrat er den Bundesstaat New York im US-Repräsentantenhaus.

## Werdegang
Charles Dunsmore Millard wurde ungefähr acht Jahre nach dem Ende des Bürgerkrieges im Westchester County geboren. Er besuchte öffentliche Schulen, die Phillips Academy in Andover (Massachusetts) und die Brown University in Providence (Rhode Island). 1897 graduierte er an der New York Law School in New York City. Nach dem Erhalt seiner Zulassung als Anwalt 1898 begann er im Westchester County zu praktizieren. Zwischen 1907 und 1931 saß er im Bezirksrat von Westchester County. Während dieser Zeit hatte er dort in den Jahren 1916, 1917, 1927 und 1928 den Vorsitz. Politisch gehörte er der Republikanischen Partei an. Zwischen 1920 und 1937 war er Mitglied im Republican State Committee.
Bei den Kongresswahlen des Jahres 1930 für den 72. Kongress wurde Millard im 25. Wahlbezirk von New York in das US-Repräsentantenhaus in Washington, D.C. gewählt, wo er am 4. März 1931 die Nachfolge von J. Mayhew Wainwright antrat. Er wurde drei Mal in Folge wiedergewählt, trat allerdings vor dem Ende seiner letzten Amtszeit am 29. September 1937 von seinem Sitz im US-Repräsentantenhaus zurück.
Millard wurde zum Vormundschafts- und Nachlassrichter im Westchester County gewählt – ein Posten, den er bis zu seinem Rücktritt 1943 bekleidete. Er verstarb am 11. Dezember 1944 in New York City. Sein Leichnam wurde dann auf dem Sleepy Hollow Cemetery in North Tarrytown beigesetzt.